# Kanton Saint-André-de-Valborgne
Kanton Saint-André-de-Valborgne (francouzsky Canton de Saint-André-de-Valborgne) je francouzský kanton v departementu Gard v regionu Languedoc-Roussillon. Tvoří ho pět obcí.

## Obce kantonu
- Les Plantiers
- L'Estréchure
- Peyrolles
- Saint-André-de-Valborgne
- Saumane